# Søgealgoritme
|  | Sammenskrivningsforslag Artiklen Søgealgoritme er foreslået føjet ind i Algoritme. (Siden oktober 2020) Diskutér forslaget |

I datalogi er en søgealgortime en algoritme, der udtrækker information, der er gemt i en datastruktur.
| Software | Spire Denne artikel om software og programmering er en spire som bør udbygges. Du er velkommen til at hjælpe Wikipedia ved at udvide den. |